# Complex Number Calculator
Complex Number Calculator – seria kalkulatorów elektrycznych budowanych w Bell Labs między 1939 (Model I) a 1947 (Model V) w styczniu 1940 roku, (Samuel Williams i George Stibitz); mógł wykonywać obliczenia na liczbach zespolonych, stąd jego obrazowa nazwa.
Pomysł zbudowania kalkulatora cyfrowego narodził się po zaprezentowaniu w 1937 roku przez George Stibitza sumatora binarnego złożonego z przekaźników telefonicznych nazwanym Model K. W końcu 1939 roku zbudowano pierwszy model (Model I) kalkulatora wykonujący działania na liczbach zespolonych stąd nazwa Complex Number Calculator. Do budowy maszyny używano 400 - 450 przekaźników stosowanych wówczas w telefonii. Urządzeniem wejściowym były klawiatury dalekopisowe, a urządzeniem wyjściowym drukarka dalekopisu, dzięki czemu już we wrześniu 1940 roku, na konferencji matematyków zorganizowanej w Hanover (stan New Hampshire) zademonstrowano z wielkim sukcesem obliczenia z użyciem maszyny, znajdującej się w Nowym Jorku.
Maszyna wykonywała obliczenia na liczbach zespolonych kodowanych w systemie BCD (cyfry dziesiętne kodowane na binarne) układzie znanej jako "plus 3 BCD". W tej modyfikacji cyfra 0 jest reprezentowana przez ciąg bitów 0011, 1 przez 0100 i tak dalej aż do 1100, co reprezentuje 9. Kodowano jedynie część dziesiętną liczby. Liczby zawierające część całkowitą musiały być przekształcone przed wprowadzeniem do kalkulatora. Nie było możliwości programowania kalkulatora, ale miał on rejestry umożliwiające przechowanie wyniku i wykorzystanie w dalszych obliczeniach.
W kolejnych latach aż do 1947 konstruowano kolejne modele kalkulatorów na przekaźnikach oznaczając je kolejno numerami aż do Model V.